# Atletiek op de Paralympische Zomerspelen 2024 - Marathon vrouwen T54
De marathon voor vrouwen klasse T54 op de Paralympische Zomerspelen 2024 vond plaats op 8 september, de start was in het arc Georges Valbon te La Courneuve een gemeente in het Franse departement Seine-Saint-Denis (regio Île-de-France). De finish lag bij het Hôtel des Invalides in het 7e arrondissement van Parijs. Deze klasse is voor atleten met onderbreking van de zenuwen in de lagere delen van de rug, zonder beenfunctie, maar met een bijna volledige armfunctie en een redelijke tot normale rompfunctie. Dit is een gecombineerde klasse met T53. De winnaar van 2020 was Madison de Rozario uit Australië, die in 2024 werd opgevolgd door de Zwitserse Catherine Debrunner. Madison de Rozario behaalde het zilver en Susannah Scaroni uit de Verenigde Staten won de bronzen medaille.

## Records
Voorafgaand aan het toernooi waren dit het wereldrecord en het Paralympisch record.
| Wereldrecord        | Zwitserland Catherine Debrunner | 1:34:16 | Berlijn | 24 september 2023 |
| Paralympisch record | Australië Madison de Rozario    | 1:38:11 | Tokio   | 5 september 2021  |

## Uitslag
| Rang   | Kl. | Naam                      | Naam | Tijd    | Bijz. |
| ------ | --- | ------------------------- | ---- | ------- | ----- |
| Goud   | T53 | Catherine Debrunner       | SUI  | 1:41:50 |       |
| Zilver | T53 | Madison de Rozario        | AUS  | 1:46:13 |       |
| Brons  | T53 | Susannah Scaroni          | USA  | 1:46:29 |       |
| 4      | T54 | Manuela Schär             | SUI  | 1:49:22 |       |
| 5      | T54 | Zhou Zhaoqian             | CHN  | 1:52:09 | SB    |
| 6      | T54 | Wakako Tsuchida           | JPN  | 1:52:39 |       |
| 7      | T53 | Tatyana McFadden          | USA  | 1:53:52 |       |
| 8      | T54 | Aline dos Santos Rocha    | BRA  | 1:53:54 |       |
| 9      | T54 | Merle Menje               | GER  | 1:55:54 |       |
| 10     | T54 | Vanessa Cristina de Souza | BRA  | 1:56:33 |       |
| 11     | T54 | Patricia Eachus           | SUI  | 2:01:39 |       |
| 12     | T54 | Tsubasa Kina              | JPN  | 2:04:53 |       |
| 13     | T54 | Jenna Fesemyer            | USA  | 2:05:42 |       |
| 14     | T54 | Noemi Alphonse            | MRI  | 2:07:59 |       |
| 15     | T54 | Tian Yajuan               | CHN  | 2:12:51 | SB    |
| —      | T54 | Eden Rainbow-Cooper       | GBR  | DNF     |       |